# Hubert Behérycz
Hubert Behérycz (* 1916 in Bremen; † 22. Juli 1980 ebenda) war ein deutscher Architekt.

## Leben
Hubert Behérycz begann nach der Schulzeit die praktische Ausbildung als bautechnischer Zeichner im Architekturbüro Wellermann und Frölich. Darauf folgten fünf Jahre als Maurerlehrling und Geselle. Das Studium der Architektur begann er 1940 an der Nordischen Kunsthochschule in Bremen bei Eduard Scotland. Ab 1941 war er vier Jahre als Soldat an der Ostfront und anschließend fünf Jahre in Kriegsgefangenschaft. Als Spätheimkehrer setzte er sein Architekturstudium an der Kunstschule Bremen fort. Seit 1952 war er als freischaffender Architekt tätig.
Bei mehreren Wettbewerben wurden seine Entwürfe mit dem ersten Preis ausgezeichnet. So wurde er 1953 von der Hans-Wendt-Stiftung mit der Errichtung von zwei „Pflegenestern“ Am Lehester Deich betraut. Für elternlose Kinder, die bei einem Elternpaar mit eigenen Kindern aufwuchsen, schuf er ein Heim. Eine Kindertages- und Erholungsstätte, für die es in Bremen bis dahin kein Vorbild gab, wurde nach seinen Plänen auf dem angrenzenden Grundstück Am Lehester Deich errichtet.
Der Schwerpunkt seines architektonischen Wirkens lag auf dem Gebiet des Wohnungsbaues, dabei lag ihm vor allem die städtebauliche Aufgabe am Herzen. Umfangreiche Neuplanungen in Schwachhausen entstanden in den Jahren 1954–1958. Das Bauvorhaben für die Beamten-Baugesellschaft Bremen an der Wätjenstraße/Klattenweg („Behéryczhausen“) umfasste 77 Wohneinheiten. Die städtebauliche Gliederung der zwei- bis fünfgeschossigen Baukörper mit- und zueinander und der Farb- und Strukturwechsel der Backstein- und Putzflächen sind entscheidend für die Wirkung der Gesamtanlage. Die Wohnbauten in der Senator-Caesar-Straße wurden für Angestellte der Klöckner-Hütte 1955–1956 errichtet.
Beauftragt von der Bremer Treuhand entstanden nach seinen Plänen in der schönen Wohnanlage an der Contrescarpe gegenüber der Mühle 24 Eigentumswohnungen, das Grün der Wallanlagen ist in die Hofräume einbezogen. 1957–1959 bekam die Westseite des „Neuen Markt“ in der historischen Neustadt eine neue Bebauung. Die im Krieg teilzerstörten und behelfsmäßig wieder aufgebauten Häuser erschwerten die Planung, dunkelroter holländischer Handstrichstein prägt das Bild. Weitere Bauten an der Brautstraße/Grünenstraße wurden in den folgenden Jahren verwirklicht.
Viele Einfamilienhäuser in Schwachhausen und Oberneuland zeugen von seiner Liebe zum Detail. Eine einmalige Aufgabe stellte die Bunkerüberbauung am Brückenkopf der Paulibrücke „Haus Weserblick“ dar, mit der er 1968 von der Bremer Treuhand beauftragt worden war.
Hubert Behérycz war auch als Maler und Bildhauer tätig. Holz- und Linolschnitte, Spachtelbilder schuf er als Ergänzung seiner Arbeit als Architekt.

## Mitgliedschaften
Hubert Behérycz war Mitglied im Bund Deutscher Architekten (BDA) und Mitglied des Planungs- und Aufbauausschusses der Aufbaugemeinschaft für das linke Weserufer. Er entwickelte Pläne für die Erhaltung der Deichdörfer Seehausen und Hasenbüren mit klarer Trennung von dem Industrie- und Hafengebiet.

## Bauten
- 1953: „Pflegenester“ für Waisenkinder, Am Lehester Deich in Bremen-Borgfeld[1]
- 1954–1956: Wohnanlage in Verlängerung der Georg-Gröning-Straße, Wätjenstraße 35–54, Ecke Klattenweg 55/59 in Bremen-Neu-Schwachhausen[2]
- 1955–1956: Senator-Caesar-Straße 2/12 in Bremen-Neu-Schwachhausen
- 1955: Wohnanlage der Bremer Treuhand, Contrescarpe 105–110 in Bremen-Mitte[3]
- 1956: Schule im Ellener Feld, Kolk 2 in Bremen-Osterholz[4]
- 1956–1959: Wohnhäuser auf der Westseite des „Neuen Markts“, Am Neuen Markt 16–25 in Bremen-Alte Neustadt
- 1958: Haus Schulz, Rotbuchenweg 4 in Bremen-Oberneuland[5]
- 1959: Kinder-Erholungsstätte der Hans-Wendt-Stiftung, Am Lehester Deich in Bremen-Borgfeld[6]
- 1964–1971: Haus Weserblick, Friedrich-Ebert-Straße 1/9 in Bremen-Alte Neustadt[7]
- 1968: Haus Dr. D., Wohnhaus mit Praxis, Oberneulander Landstraße in Bremen-Oberneuland[8]